# Planetário Clark
O Planetário Clark é um museu educativo, cultural e científico de Salt Lake City, Utah, que tem por objetivo sensibilizar a população para a natureza e ciências naturais, particularmente no campo da astronomia.
Fica situado no distrito Gateway, no centro de Salt Lake City. O Planetário inaugurou em abril de 2003, substituindo o histórico Planetário Hansen.